# Comunidade Islandesa
A Comunidade Islandesa ou Estado Livre Islandês, em islandês:  Þjóðveldið, foi um estado existente na Islândia entre o estabelecimento do Althing em 930 e a promessa de fidelidade ao rei da Noruega em 1262.

Este estado livre foi estabelecido pelos colonos noruegueses, que haviam fugido da Noruega por causa da unificação do país sob a tirania do rei Haroldo, o Louro.

## SistemaGoðorð
O Estado islandês medieval tinha uma estrutura incomum. Em nível nacional, o Althing era tanto judicial quanto legislativo, não havia rei ou outro poder executivo central. A Islândia foi dividido em goðorð (plural ou singular), que eram essencialmente clãs ou alianças dirigidas por chefes chamados goði (goðar no plural). O chefe de defesa e juízes eram nomeados para resolver disputas entre membros dos goðorðs. O goðorð não eram bairros estritamente geográficos. Em vez disso, a participação em um goðorð era decisão de um indivíduo, e se podia, pelo menos teoricamente, mudar de goðorð  à vontade. No entanto, nenhum grupo de homens menores poderia eleger ou declarar alguém goði. A posição era de propriedade do goði; e podia ser comprado, vendido, emprestado, e herdado.

## Sistema de Justiça
Se uma pessoa quisesse recorrer da decisão tomada pelo seu órgão goðorð ou se uma disputa entre membros de um goðorð diferente ocorresse, o caso seria encaminhado para um sistema de tribunais de nível superior, levando até os quatro tribunais regionais que compõem o Althing, que consistiu a Goðar do Four Quarterers da Islândia. O Althing finalmente criou um tribunal nacional "quinto", a mais alta corte de todos, e mais Goðar a seus membros.
O Althing foi apenas moderadamente bem sucedida em parar feudos. No entanto, ele poderia agir muito prontamente. Na conversão da Islândia no ano 1000, o Althing decretou, a fim de evitar uma invasão, que todos os islandeses deviam ser batizados, e proibiu a celebração pública de rituais pagãos. Celebrações privadas foram proibidas alguns anos depois.
Em 1117, as leis foram passadas a escrito, e este código escrito mais tarde foi chamado de leis do ganso cinza.

## Declínio e queda
No início do século XIII, a era Sturlungaöld, a comunidade começou a sofrer ataques de países vizinhos. O rei da Noruega começou a exercer pressão sobre seus vassalos islandeses, que trazem o país sob seu governo. Uma combinação de descontentamento com as hostilidades internas e pressões do rei da Noruega levou os caciques islandeses a aceitarem Haakon IV da Noruega como rei através da assinatura do Gamli Sáttmáli ( "Antigo Pacto") em 1262. Isso efetivamente trouxe a comunidade para um fim.